# الیسون لومن
الیسون ماریون لومن (به انگلیسی: Alison Marion Lohman) (زادهٔ ۱۸ سپتامبر ۱۹۷۹ در کالیفرنیا) هنرپیشهٔ اهل ایالات متحده آمریکا است.

## گزیده فیلم‌شناسی
- طبقه سیزدهم (۱۹۹۹)
- بچه میلیون دلاری (۲۰۰۰)
- اولئاندر سفید (۲۰۰۲)
- شیادان (۲۰۰۳)
- ماهی بزرگ (۲۰۰۴)
- سپید بزرگ (۲۰۰۵)
- ناوسیکا از دره باد (صداپیشه، ۲۰۰۵)
- هذیان‌گو (۲۰۰۶)
- بئوولف (۲۰۰۷)
- مرا به دوزخ بکش (۲۰۰۹)
- اصرار (۲۰۱۶)
- افسر داون (۲۰۱۶)